# Arbetslöshetskassornas Samorganisation
Arbetslöshetskassornas Samorganisation, SO,  bildades 1946 och omfattar alla Sveriges 28 arbetslöshetskassor. SO är den enda organisation på den svenska arbetsmarknaden, som under ett tak förenar organisationer med anknytning till både löntagarkollektiven och till olika sammanslutningar av företagare.  SO:s medlemsorganisationer a-kassorna har tillsammans cirka 3,5 miljoner medlemmar. Organisationen heter numera Sveriges A-kassor.

## SO:s uppgifter
SO:s uppgift är att vara intresse- och serviceorganisation för arbetslöshetskassorna. Det innebär bland annat att SO ska företräda a-kassorna när det finns behov av gemensamt agerande, till exempel vid framställningar till myndigheter och organisationer. Inom SO samverkar a-kassorna för en enhetlig rättstillämpning. 
Som a-kassornas intresse- och serviceorganisation ska SO också arbeta för att utveckla gemensamma administrativa rutiner för a-kassorna, bland annat genom utveckling av nya datasystem. 
Andra viktiga uppgifter för SO i egenskap av service- och intresseorganisation, är att erbjuda a-kassornas personal utbildning och informera organisationer, myndigheter och allmänhet om arbetslöshetsförsäkringen och om a-kassornas verksamhet.
SO har ett forskningsråd som sedan 2001 anordnar konferenser, seminarier och hearingar. SO:s forskningsråd delar även ut ett forskningspris (instiftat 2011) för forskning om arbetslöshet, arbetsmarknad och arbetslöshetsförsäkringen.

## Startade Alfa-kassan
Arbetslöshetskassornas samorganisation startade Arbetslöshetskassan Alfa (Alfa-kassan) 1 januari 1998 för att vara ett komplement till övriga a-kassor på arbetsmarknaden och är fristående från fackförbund och andra intresseorganisationer. 

## SO:s ordförande
Ordförande sedan 2009 är Harald Petersson, föreståndare för Unionens a-kassa. Vice ordförande är Katarina Bengtsson Ekström, föreståndare för Akademikernas a-kassa.